# No. 10
No. 10 је десети албум Драгане Мирковић, издат је 1993. године.
Јубиларни десети албум Драгана је симболично назвала „No. 10”. Доказ да је била обожавана и у ратном периоду је тај што је њена касета била дупло скупља од касета осталих певача, ни драстична разлика у цени публику није спречила да купује касету, па је и даље била најтиражнија. Овим албумом напунила је Дом синдиката 11 пута за редом и унела једну светску иновацију, уместо класичног микрофона запевала је на бубицу па је могла без проблема да изводи плесне кореографије, које се нису могле видети на концертима других певача, овим је поново померила границе. Први пут у каријери Драгана је обрадила турску песму „Баш тебе волим ја” која је постала велики хит. И на овом албуму се нашла песма у рок фазону, у питању је „Хало драги”. Спотове за песмеː „До последњег даха”, „Питам своје срце”, „Много сам те пожелела” и „Теби љубав мени бол” снимила је на Кипру, док је за песму „Бићу његова” снимљен интересантан спот, Драгана у белом оделу изводи плесне покрете на столици, због тога су је прозвали српским Мајл Џексоном и то је био један од разлога који је довео на странице тинејџерског часописа „Хупер”, у ком није било места за певаче из Драганине бранше. Сваку песму је пратио спот, осим песме „Љубав кад је права”. Поред наведених песама, издвојиле су се иː „Ветрови туге” и „Кад за тобом умрем ја”.
Овај албум Драгана је посветила свом најбољем пријатељу и менаџеру Раки Ђокићу речимаː „Ове песме посвећујем свом најбољем пријатељу Раки Ђокићу у знак захвалности за све што је учинио за мене и моју каријеру.”

## Списак песама
1. До последњег даха 
(П. Здравковић - Жана)
2. Питам своје срце 
(П. Здравковић - Жана)
3. Баш тебе волим ја 
(Традиционал - Д. Брајовић)
4. Много сам те пожелела 
(П. Здравковић - Жана)
5. Бићу његова 
(П. Здравковић - Жана)
6. Заборави срце 
(П. Здравковић - Жана)
7. Ветрови туге 
(П. Здравковић - Љ. Јевремовић)
8. Кад за тобом умрем ја 
(П. Здравковић - Жана)
9. Хало драги 
(З. Тимотић - Д. Брајовић)
10. Теби љубав мени бол 
(П. Здравковић - Жана)
11. Љубав кад је права 
(З. Тимотић - Д. Брајовић)
12. Не пада ми на памет 
(С. Симеуновић - С. Симеуновић)

Аранжманиː Перица Здравковић, Златко Тимотић Злаја